# Mostardas
Mostardas egy község (município) Brazíliában, Rio Grande do Sul államban, az Atlanti-óceán és a Lagoa dos Patos közötti homokturzáson. 2020-ban népességét 12 847 főre becsülték.

## Nevének eredete
Nevének jelentése mustár. Eredete nem tisztázott; egyes források szerint az itt ültetett mustárnövényről kapta nevét, mellyel a lövészárkokat álcázták a spanyol–portugál harcokban. Mások szerint a hely egy francia hajó, vagy egy kereskedő után kapta nevét.

## Története
Az Atlanti-óceán és a Lagoa dos Patos (Kacsák tava) közötti, indiánusok által lakott homokturzás, régi nevén Peninsula de Pernambuco amolyan senkiföldjeként volt ismert. A 17. század végétől átjáróként használták a Laguna (Santa Catarina állam) és Colonia del Sacramento (ma Uruguay) közötti útvonalon. 1738-ban őrállomást alapítottak a későbbi község helyén Guarda das Mustardas néven, és megkezdődött a térség benépesítése. A 18. század közepén a spanyol–portugál összecsapások miatt a lakosság egy része északra menekült. 1773-ban megalakult a São Luiz de Mustardas egyházközség.
Mostardas az 1832-ben megalakuló (Rio Grandetól 1831-ben függetlenedett) São José do Norte község kerülete volt. 1963-ban Mostardas függetlenedett, majd 1964-ben új községgé alakult. 1982-ben Mostardas egyik kerülete függetlenedett Tavares néven.

## Leírása
Területe 1977,4 km2, szomszédos községei Tavares és Palmares do Sul. Székhelye Mostardas, további kerületei Doutor Edgardo Pereira Velho, Rincão do Cristóvão Pereira, São Simão.
A község gazdasága a rizstermesztésre, állattenyésztésre, fakitermelésre összpontosul. Népszerű turisztikai célpont, mind az óceánpart, mind a lagúna-vidék és a Lagoa do Peixe természetvédelmi rezervátum miatt. Mostardas központjában régi portugál és azori stílusú épületek láthatóak.